# Purdue Pharma
Purdue Pharma LP, anteriormente Purdue Frederick Company (1892-2019), fue una empresa farmacéutica privada estadounidense fundada por John Purdue Gray. Se vendió a Mortimer y Raymond Sackler en 1952 y luego fue propiedad principalmente de la familia Sackler, sus descendientes.
La empresa fabricaba analgésicos como hidromorfona, oxicodona, fentanilo, codeína e hidrocodona. Sus directivos, de la familia Sackler, desarrollaron tácticas agresivas de marketing para persuadir a los facultativos para recetar oxicodona en particular. Los médicos eran agasajados con viajes gratuitos a seminarios sobre el tratamiento del dolor (que en realidad eran vacaciones con todos los gastos pagados) y conferencias muy bien remuneradas. Las ventas de sus medicamentos se dispararon, al igual que el número de personas que morían por sobredosis. Entre 1999 y 2020, casi 841.000 personas fallecieron por sobredosis de drogas en Estados Unidos, de las cuales 500.000 fueron causadas por opiáceos recetados e ilegalmente. La familia Sackler ha sido descrita como "los peores traficantes de drogas de la historia" y la "familia más malvada de Estados Unidos".
Siguieron una serie de demandas. En 2007, Purdue pagó una de las multas más grandes jamás impuestas a una empresa farmacéutica por engañar al público sobre cuán adictivo era el medicamento OxyContin en comparación con otros analgésicos. En respuesta a las demandas, la empresa cambió su enfoque a formulaciones disuasorias del abuso, pero continuó comercializando y vendiendo opioides hasta 2019 y siguió involucrada en demandas en torno a la epidemia de opioides en los Estados Unidos.
Purdue se acogió al capítulo 11 de la Ley de Quiebras de los Estados Unidos el 15 de septiembre de 2019 en la ciudad de Nueva York. El 21 de octubre de 2020, se informó que Purdue había llegado a un acuerdo por un valor potencial de 8.300 millones de dólares, admitiendo que "a sabiendas e intencionalmente conspiró y acordó con otros para ayudar e instigar" a los médicos a que dispensaban medicamentos "sin un propósito médico legítimo". Los miembros de la familia Sackler pagarían además 225 millones de dólares y la empresa cerraría.
Algunos fiscales generales estatales protestaron por el plan. En marzo de 2021, la Cámara de Representantes de los Estados Unidos presentó un proyecto de ley que impediría que el juez de quiebras del caso concediera inmunidad jurídica a los miembros de la familia Sackler durante el procedimiento de quiebra. El Comité Judicial de la Cámara de Representantes lo remitió al Subcomité de Derecho Antimonopolio, Comercial y Administrativo en octubre de 2021. El proyecto de ley caducó al final del 177º Congreso en enero de 2023. En septiembre de 2021, Purdue Pharma anunció que cambiaría su nombre a Knoa Pharma.
En agosto de 2023, Purdue Pharma permanecía en el capítulo 11 de la ley de bancarrotas, pendiente de una apelación del Departamento de Justicia ante la Corte Suprema de los Estados Unidos, de un Tribunal de Apelaciones del Segundo Circuito de los Estados Unidos que dictamina que el procedimiento de quiebra puede continuar.
La caída de la compañía fue el tema de la miniserie de Hulu de 2021 Dopesick, la serie de Netflix de 2023 Painkiller y varios documentales y libros.

## Historia
La empresa que se convirtió en Purdue Pharma fue fundada en 1892 por los médicos John Purdue Gray y George Frederick Bingham en la ciudad de Nueva York como Purdue Frederick Company. La empresa elaboró un compuesto tónico basado en jerez y glicerina. Sesenta años más tarde, en 1952, la empresa fue vendida a otros dos médicos, los hermanos Raymond y Mortimer Sackler, quienes trasladaron el negocio a Yonkers, Nueva York. El hermano mayor de los Sackler, Arthur Sackler, tenía una opción de un tercio en la empresa, que fue vendida a sus hermanos después de su muerte. Bajo los Sackler, la empresa abrió oficinas adicionales en Nueva Jersey y Connecticut. La sede está ubicada en Stamford, Connecticut.
La empresa moderna, Purdue Pharma LP, se constituyó en 1991 y se centró en medicamentos para el tratamiento del dolor, denominándose a sí misma "pionera en el desarrollo de medicamentos para reducir el dolor, una de las principales causas del sufrimiento humano". En 1984, se lanzó su formulación de morfina de liberación prolongada, MS Contin. OxyContin fue lanzado en 1996 después de que la Administración de Alimentos y Medicamentos, bajo los auspicios de Curtis Wright aprobara su uso en un ciclo de dosificación de 12 horas. Alrededor del momento del lanzamiento de OxyContin, la Sociedad Estadounidense del Dolor presentó su campaña "El dolor como quinto signo vital". La Administración de Salud de Veteranos adoptó la campaña como su estrategia nacional de manejo del dolor.
En septiembre de 2015, el sitio web de la empresa decía que tenía unas 1.700 personas en nómina. Ese mismo mes, la compañía anunció que adquiriría VM Pharma en el proceso de obtener acceso a los derechos comerciales y de desarrollo mundial de un programa de reguladores alostéricos selectivos del receptor cinasa de tropomiosina, es decir, el candidato de fase II VM-902A. El acuerdo podría haber generado más de 213 millones de dólares para VM Pharma.

### Valor financiero
OxyContin se convirtió en un fármaco de gran éxito. "Entre 1995 y 2001, OxyContin generó 2.800 millones de dólares en ingresos para Purdue Pharma". Los ingresos acumulados habían aumentado a 31 mil millones de dólares en 2016 y a 35 mil millones de dólares en 2017. Según un artículo de 2017 en The New Yorker, Purdue Pharma es "propiedad de una de las familias más ricas de Estados Unidos, con un patrimonio neto colectivo de trece mil millones de dólares". Muchos estados de EE. UU. alegan que la familia vale más de 13.000 millones de dólares.

#### Filantropía
En 2016, la revista Forbes incluyó a los Sackler como una de las 20 familias más ricas de EE. UU. y señaló que los Sackler habían contribuido con dinero a museos, universidades e instituciones culturales de todo el mundo.

## Estructura
Las sucursales de la compañía incluyen Purdue Pharma LP, The Purdue Frederick Company, Purdue Pharmaceutical Products LP y Purdue Products LP. La fabricación se lleva a cabo en tres sitios: Purdue Pharmaceuticals LP, una planta ubicada en Wilson, Carolina del Norte, PF Laboratories, Inc. en Totowa, Nueva Jersey, y Rhodes Technologies LP, en Coventry, Rhode Island. Purdue Pharma LP también tiene laboratorios de investigación en Cranbury, Nueva Jersey. OxyContin se distribuye actualmente en Estados Unidos, Canadá y México. La distribución se realiza desde los Laboratorios PF en Totowa, Nueva Jersey.
Rhodes Pharmaceuticals es una empresa hermana que se estableció en Rhode Island en 2007. La empresa es uno de los mayores productores de opioides genéricos sin patente en Estados Unidos. Las empresas hermanas de Purdue que también están controladas por descendientes de los hermanos Sackler son Napp Pharmaceuticals en el Reino Unido y Mundipharma que venden opioides a nivel mundial.
Se están desarrollando nuevos medicamentos en otras empresas, como Adlon Therapeutics e Imbrium. Ambas tienen su sede en el mismo edificio que su empresa matriz en el centro de Stamford y comparten empleados.

## Gestión
Craig Landau fue nombrado director ejecutivo el 22 de junio de 2017. Se incorporó a Purdue Pharma LP en 1999 y fue director médico y vicepresidente de R&D innovation, asuntos clínicos y médicos. En 2013 fue nombrado presidente y director ejecutivo de Purdue Pharma (Canadá).
En 2018, ocho miembros de la familia Sackler figuraban como miembros activos o anteriores de la junta directiva. Steve Miller asumió la presidencia en julio de 2018. A principios de 2019, los Sackler habían abandonado la junta de Purdue Pharma, dejando una junta de cinco miembros.

## Potencial de abuso
Purdue Pharma fabrica analgésicos como hidromorfona, oxicodona, fentanilo, codeína e hidrocodona. Produce medicamentos como MS Contin, OxyContin y Ryzolt. En 1972, se desarrolló Contin (un sistema de liberación controlada de fármacos). Los medicamentos de los que se abusa con más frecuencia que produce la empresa son MS Contin y OxyContin. Se puede abusar de ambos triturando, masticando, inhalando o inyectando el producto disuelto. Estos métodos de ingestión crean un riesgo significativo para el abusador; pueden provocar una sobredosis y la muerte. Las tácticas de búsqueda de drogas a las que se someten los adictos para obtener la medicación incluyen la "compra de médicos", que consiste en visitar a varios médicos diferentes para obtener recetas adicionales y negarse a realizar un seguimiento con los exámenes adecuados, y el uso de "fábricas de pastillas" (pill mills), prescriptores con controles laxos. Junto con el alto potencial de abuso entre personas sin receta, también existe el riesgo de dependencia física y reacción reducida o desensibilización a los medicamentos para los pacientes a los que se les recetan. Sin embargo, los analgésicos potentes siguen siendo indispensables para los pacientes con dolor agudo intenso y oncológico.

## Estrategia de mercadeo

### Aprobación de la FDA
El primer paso en la estrategia de marketing fue buscar la aprobación de la Administración de Alimentos y Medicamentos para vender OxyContin. Purdue logró que se aprobara en 1995, a pesar de que no se habían realizado estudios a largo plazo ni evaluaciones de sus capacidades adictivas. La aprobación para prescribir OxyContin para el "dolor moderado a severo" fue otorgada por el Dr. Curtis Wright IV, oficial de revisión médica de la FDA. Según documentos de Purdue en una revisión realizada en 2006 por el Departamento de Justicia, Wright se reunió con representantes de Purdue Pharma en una habitación de hotel cerca de las oficinas de la FDA en Rockville, Maryland, entre el 31 de enero y el 2 de febrero de 1995. Permitió que la compañía ayudara a redactar la revisión de su funcionario médico (MOR) de OxyContin para la FDA, que incluía la aprobación de la redacción de ciertos textos que se utilizarían en el prospecto o etiqueta del paquete de OxyContin. Wright renunció a la FDA un año después y posteriormente trabajó como consultor en Purdue con un salario sustancialmente más alto.
La etiqueta de información aprobada por la FDA contenía el texto "Se cree que la absorción retardada, proporcionada por las tabletas OxyContin, reduce la posibilidad de abuso de un medicamento". El texto ambiguo "se cree que reduce la responsabilidad por abuso" se convirtió en una cuestión clave en demandas posteriores contra Purdue y fue citado en la condena por delito grave de 2007 de la empresa por mala rotulación criminal. David Kessler, comisionado de la FDA en ese momento, dijo más tarde sobre la aprobación del OxyContin: "Sin duda fue un error. Sin duda fue uno de los peores errores médicos, un gran error."

### Promoción a médicos.
OxyContin se comercializó sistemáticamente como si tuviera un potencial muy limitado de adicción o abuso. Purdue capacitó a sus representantes de ventas para transmitir a los médicos que el riesgo de adicción al OxyContin era "menos del uno por ciento". Una característica relacionada de esta estrategia fue que, debido al supuesto bajo riesgo, podía prescribirse como un tratamiento eficaz para el dolor crónico causado por prácticamente cualquier afección, no sólo el cáncer. Este "mercado del dolor no maligno" era mucho más grande que el del dolor relacionado con el cáncer y representaba el 86% del mercado total de opioides en 1999. La promoción de OxyContin por parte de Purdue para el tratamiento del dolor no relacionado con el cáncer condujo a un aumento de casi diez veces en las prescripciones para dolores menos graves, de aproximadamente 670.000 en 1997 a aproximadamente 6,2 millones en 2002.
Purdue logró esto con una estrategia de marketing que implementó Richard Sackler. La compañía presionó agresivamente a los médicos para que recetaran OxyContin, cortejándolos con viajes gratuitos a seminarios sobre el manejo del dolor. Según un estudio publicado en el American Journal of Public Health, "más de 5000 médicos, farmacéuticos y enfermeras asistieron a estos simposios con todos los gastos pagos, donde fueron reclutados y capacitados para la oficina nacional de oradores de Purdue". Las ventas se dispararon. Y también lo hicieron las sobredosis y las muertes.

### Ciclo de 12 horas y síntomas de abstinencia.
Purdue afirmó que una dosis de OxyContin aliviaba el dolor durante 12 horas, más del doble que los medicamentos genéricos. Se comercializó como "un control suave y sostenido del dolor durante todo el día y toda la noche" cuando se tomaba en un horario de 12 horas. Sin embargo, la mayoría de los pacientes descubrieron que el efecto desaparecía después de ocho horas o menos. Una investigación de 2016 realizada por Los Angeles Times informó que en muchas personas el régimen de 12 horas de OxyContin no controla adecuadamente el dolor, lo que provoca síntomas de abstinencia, incluido un deseo intenso de consumir la droga. El Los Angeles Times citó a Theodore J. Cicero, neurofarmacólogo de la Facultad de Medicina de la Universidad de Washington en St. Louis, quien dijo que cuando no dura 12 horas, los pacientes pueden sufrir tanto el regreso del dolor subyacente como "las etapas iniciales de abstinencia aguda." dijo Cicero. "Eso se convierte en un motivador muy poderoso para que la gente tome más drogas". El Times sugirió que este problema ofrece "una nueva visión de por qué tantas personas se han vuelto adictas".

### La conciencia de Purdue sobre el abuso
Purdue era muy consciente de que OxyContin no proporcionaba alivio del dolor durante 12 horas, incluso antes de que el medicamento saliera al mercado, pero "se aferró a la afirmación de un alivio de 12 horas, en parte para proteger sus ingresos [porque] el dominio del mercado de OxyContin y su alto precio (hasta cientos de dólares por botella) depende de su duración de 12 horas". En lugar de prescribir dosis pequeñas con mayor frecuencia, se recomendó a los médicos que mantuvieran a los pacientes en el ciclo de 12 horas, pero recetaran una dosis más fuerte, exacerbando así su adicción.
Los informes sobre el abuso de OxyContin comenzaron a surgir a principios del año 2000. Un programa proactivo de vigilancia del abuso llamado Vigilancia investigada sobre abusos, desvíos y adicciones (RADARS), patrocinado por Purdue Pharma LP, declaró que Oxycontin y la hidrocodona eran los analgésicos de los que se abusaba con más frecuencia. En 2003, la Agencia Antidrogas encontró que los "métodos agresivos" de Purdue habían "exacerbado mucho el abuso generalizado de OxyContin".
En 2012, The New England Journal of Medicine publicó un estudio que encontró que "el 76 por ciento de quienes buscaban ayuda para la adicción a la heroína comenzaron abusando de narcóticos farmacéuticos, principalmente OxyContin" y trazó una línea directa entre la comercialización de OxyContin por parte de Purdue y la posterior epidemia de heroína en EE. UU.
Según The New York Times, basándose en un informe confidencial del Departamento de Justicia revelado en mayo de 2018, Purdue también estaba al tanto de "informes de que las pastillas estaban siendo trituradas y esnifadas; robadas de farmacias; y que algunos médicos estaban siendo acusados de vender recetas." Más de cien memorandos internos de la empresa entre 1997 y 1999 incluían las palabras "valor callejero", "aplastar" o "resoplar".

### El memorando de Ogrosky
En octubre de 2006, Kirk Ogrosky, jefe adjunto de la División de Fraude del Departamento de Justicia de Estados Unidos, redactó un memorando interno que mostraba que los fiscales del gobierno encontraron pruebas de que los ejecutivos del gigante farmacéutico Purdue Pharma podrían haber cometido múltiples delitos, incluidos fraudes electrónicos y fraudes monetarios y lavado de dinero, para impulsar las ventas de OxyContin. El documento confirmaba que un acuerdo de 654 millones de dólares entre Purdue y el gobierno por afirmaciones de marketing engañosas a mediados de 2007 estuvo muy por debajo de lo que los fiscales habían pedido en realidad sólo seis meses antes.
En 2019, los senadores Sheldon Whitehouse y Maggie Hassan solicitaron al Departamento de Justicia que les diera una copia del memorando, afirmando que "supuestamente incluye evidencia de que los ejecutivos de Purdue Pharma pueden haber mentido cuando le dijeron al Congreso que no tenían conocimiento del extenso abuso y desvío de OxyContin antes de que se les diera a conocer en 2000". El memorando recomendaba que los ejecutivos de Purdue, Michael Friedman, Paul Goldenheim y Howard Udell, deberían haber sido acusados de delitos graves que podrían haberlos enviado a prisión.

## Demandas relacionadas con OxyContin
Hasta 2019, los gobiernos estatales y locales habían iniciado más de 1000 demandas contra Purdue.

### Connecticut
En 2001, el fiscal general de Connecticut, Richard Blumenthal, emitió una declaración instando a Purdue a tomar medidas respecto del abuso de Oxycontin. Observó que, si bien Purdue parecía sincero, se estaban tomando pocas medidas más allá de "medidas cosméticas y simbólicas". Después de que Purdue anunciara planes para reformular el medicamento, Blumenthal señaló que esto llevaría tiempo y que "Purdue Pharma tiene la obligación moral, si no legal, de tomar medidas efectivas y abordar la adicción y el abuso incluso mientras trabaja para reformular el medicamento".

### Virginia del Oeste
En 2004, el Fiscal General de Virginia Occidental demandó a Purdue por el reembolso de "costos excesivos de recetas" pagados por el estado. Al decir que los pacientes estaban tomando más medicamento del que les habían recetado porque los efectos del medicamento desaparecieron horas antes del horario de 12 horas, el estado acusó a Purdue de publicidad engañosa. En su fallo, el juez de primera instancia escribió: "La evidencia del demandante muestra que Purdue podría haber probado la seguridad y eficacia del OxyContin a las ocho horas, y podría haber modificado su etiqueta, pero no lo hizo". El caso nunca llegó a juicio; Purdue acordó llegar a un acuerdo pagando al Estado 10 millones de dólares (equivalentes a aproximadamente 16 millones de dólares en 2023) por programas para desalentar el abuso de drogas, y todas las pruebas permanecieron selladas y confidenciales.

### Declaración de culpabilidad en 2007
En mayo de 2007, la compañía se declaró culpable de engañar al público sobre el riesgo de adicción del OxyContin y acordó pagar 600 millones de dólares (equivalentes a aproximadamente 882 millones de dólares en 2023) en uno de los acuerdos farmacéuticos más grandes en la historia de Estados Unidos. El presidente de la empresa (Michael Friedman), el principal abogado (Howard R. Udell) y el exdirector médico (Paul D. Goldenheim) se declararon culpables individualmente de cargos de mala marca y una infracción penal y acordaron pagar un total de 34 millones de dólares en multas. Friedman, Udell y Goldenheim acordaron pagar 19 millones, 8 millones y millones de dólares, respectivamente. Además, tres altos ejecutivos fueron acusados de un delito grave y sentenciados a 400 horas de servicio comunitario en programas de tratamiento de drogas.

### Kentucky
El 4 de octubre de 2007, funcionarios de Kentucky demandaron a Purdue debido al abuso generalizado de OxyContin en los Apalaches. Una demanda presentada por el entonces fiscal general de Kentucky, Greg Stumbo, y funcionarios del condado de Pike exigían una compensación millonaria. Ocho años después, el 23 de diciembre de 2015, Kentucky llegó a un acuerdo con Purdue por 24 millones de dólares.

### Ciudad de Everett (estado de Washington)
En enero de 2017, la ciudad de Everett, Washington, demandó a Purdue basándose en el aumento de los costos para la ciudad por el uso de OxyContin, además de que Purdue no intervino cuando notaron patrones extraños de venta de su producto, según el acuerdo de la demanda de 2007 mencionado anteriormente. Las acusaciones decían que Purdue no siguió acuerdos legales para rastrear pedidos excesivos sospechosos o uso potencial del mercado negro. La demanda decía que clínicas falsas creadas por médicos sin escrúpulos utilizaron a personas sin hogar como "pacientes" para comprar OxyContin y luego lo vendieron a los ciudadanos de Everett.
Según la demanda, también se dice que la venta del medicamento en el mercado negro en farmacias legales con sede en Los Ángeles y puntos de distribución en Everett forma parte de la experiencia de la ciudad. Purdue no intervino para contactar a la DEA durante años a pesar de conocer la práctica, el uso excesivo y la venta de su producto. La demanda solicitaba un reembolso aún por determinar relacionado con los costos de vigilancia, vivienda, atención médica, rehabilitación, sistema de justicia penal, departamento de parques y recreación, así como con la pérdida de vidas o la calidad de vida comprometida de los ciudadanos de Everett.

### Demanda de 6 estados
En mayo de 2018, seis estados (Florida, Nevada, Carolina del Norte, Dakota del Norte, Tennessee y Texas) presentaron demandas acusando prácticas de publicidad engañosas, sumándose a 16 demandas presentadas anteriormente por otros estados de EE. UU. y Puerto Rico. En enero de 2019, 36 estados estaban demandando a Purdue Pharma.

### Massachusetts
En 2019, la fiscal general de Massachusetts, Maura Healey, presentó una demanda contra Purdue Pharma en la que también afirmaba que ocho miembros de la familia Sackler eran "personalmente responsables" de prácticas de ventas engañosas y, de hecho, habían "microgestionado" una "campaña de ventas engañosa". En respuesta, la compañía dijo que había "prisa por difamar".
Purdue inició el programa OxyContin "Savings Card" en 2008, en el que los pacientes recibían descuentos en sus primeras cinco recetas. Los datos internos de la empresa mostraron que estos descuentos llevaron a que un 60 por ciento más de pacientes permanecieran con OxyContin durante más de 90 días. El expediente judicial de Massachusetts decía: "Purdue determinó que las tarjetas de ahorro para opioides funcionaban como la tasa inicial en una hipoteca a largo plazo y de muy alto riesgo".

### Oklahoma
En marzo de 2019, Purdue Pharma llegó a un acuerdo de 270 millones de dólares en una demanda presentada por Oklahoma, que afirmaba que sus opioides contribuyeron a la muerte de miles de personas.

## Eliminación del nombre de Sackler
La filantropía de la familia se ha caracterizado como lavado de reputación a partir de las ganancias obtenidas de la venta de opiáceos. En respuesta al papel de Purdue en la crisis de opioides, la fotógrafa Nan Goldin lanzó la organización PAIN, para presionar a los museos y otras instituciones culturales para que se deshicieran de la filantropía de la familia Sackler. En mayo de 2023, al menos 20 instituciones habían abandonado el nombre Sackler, incluido el Museo Metropolitano de Arte y la Universidad Yale en EE. UU.; y la National Gallery de Londres. Otras instituciones han dejado de aceptar donaciones de la familia Sackler.

## Bancarrota

### Juicios y negociaciones de 2019 y 2020
En agosto de 2019, Purdue Pharma y la familia Sackler estaban en negociaciones para resolver las reclamaciones por un pago de entre 10.000 y 12.000 millones de dólares. El acuerdo incluiría una presentación del capítulo 11 por parte de Purdue Pharma, que se reestructuraría como fideicomiso de beneficiario público y la familia Sackler renunciaría a cualquier propiedad de la empresa. Los medicamentos para el tratamiento de las adicciones desarrollados actualmente por la empresa se entregarían al público de forma gratuita. Todos los beneficios de Purdue irían en adelante a los demandantes del caso. Además de eso, la familia Sackler contribuiría con 3.000 millones de dólares en efectivo. La familia también vendería Mundipharma y contribuiría con otros 1.500 millones de dólares de las ganancias de las ventas al acuerdo. Sin embargo, la familia Sackler seguiría siendo una familia multimillonaria y no sería acusada penalmente por contribuir a la crisis de opioides. Purdue se declaró en quiebra en White Plains, Nueva York, unos días después de llegar a este acuerdo provisional.
Sin embargo, muchos estados rechazaron los términos del acuerdo propuesto y prometieron entablar nuevos litigios para recuperar dinero adicional, gran parte del cual supuestamente estaba escondido en el extranjero. Los estados buscan responsabilizar personalmente a los miembros de la familia por los costos de la epidemia de opioides, independientemente de la quiebra de Purdue. Sostenían que los Sackler sabían que los litigantes perseguirían los fondos de Purdue y cometieron una transferencia fraudulenta. En septiembre de 2019, la oficina del Fiscal General de Nueva York acusó a la familia Sackler de ocultar dinero transfiriendo al menos mil millones de dólares de cuentas de la empresa a cuentas personales en el extranjero. Una auditoría de diciembre de 2019 de AlixPartners, contratada por Purdue para guiarla durante la reestructuración del capítulo 11, dijo que los Sackler retiraron $10.700 millones de dólares de Purdue después de que la compañía comenzó a recibir escrutinio legal.
En octubre de 2020, Purdue acordó un acuerdo de 8.000 millones de dólares que incluye un decomiso penal de 2.000 millones de dólares, una multa penal de 3.540 millones de dólares y 2.800 millones de dólares en daños y perjuicios por su responsabilidad civil. Se declararía culpable de tres cargos penales y se convertiría en una empresa de beneficio público bajo un fideicomiso que debe considerar la salud pública estadounidense. A los Sackler no se les permitiría participar en la nueva empresa.

### 2021
En 2021, los Sackler buscaron un fallo controvertido del juez Robert D. Drain para otorgarles inmunidad y proteger sus activos de demandas relacionadas con la crisis de opioides. Los Sackler buscaban ante el tribunal una protección similar a la de una quiebra sin en realidad declararse en quiebra personal. Varios fiscales generales estatales argumentaron que tal acuerdo obligaría a los estados a suspender los esfuerzos para investigar a los miembros de la familia y exigirles responsabilidades.
En septiembre de 2021, la compañía obtuvo la aprobación de un plan de 4.500 millones de dólares que disolvería legalmente al fabricante farmacéutico y lo reestructuraría en una corporación de beneficio público centrada en abordar la crisis de opioides y compensar a las personas y familias que resultaron dañadas por sus productos. Esta reestructuración se financiaría mediante un acuerdo con la familia Sackler, pagos de seguros y operaciones comerciales en curso y eliminaría la exposición de la familia a litigios civiles. El acuerdo fue anulado en diciembre de 2021 por la jueza Colleen McMahon del Tribunal de Distrito de Estados Unidos para el Distrito Sur de Nueva York, basándose en que el código de quiebras no permitía a un juez eximir a los Sackler de responsabilidad civil.

### Acuerdo de quiebra 2022-2023
En marzo de 2022, un juez de quiebras de EE. UU. aprobó un acuerdo que involucraba a ocho estados más el Distrito de Columbia. Según los términos del acuerdo de conciliación, los Sackler tendrían que pagar entre 5.500 y 6.000 millones de dólares a un fideicomiso que se utilizaría para pagar las reclamaciones de los acreedores de opioides, incluidos estados, víctimas de adicción, hospitales y municipios. La decisión protegería a los Sackler de responsabilidad civil personal, pero no de posible responsabilidad penal.
En mayo de 2023, el Tribunal de Apelaciones del Segundo Circuito de Estados Unidos en Nueva York respaldó el acuerdo de 6.000 millones de dólares, en el que la familia Sackler renunció a la propiedad de Purdue y todas las ganancias se enviaron a un fondo para prevenir y tratar la adicción a los opioides. Este fallo revocó la decisión del tribunal inferior y, una vez más, protegería a los Sackler de demandas relacionadas con opioides a pesar de no declararse en quiebra personalmente.
Sin embargo, el 10 de agosto de 2023, la Corte Suprema de los Estados Unidos detuvo el acuerdo de quiebra y acordó escuchar una apelación presentada por el Departamento de Justicia de los Estados Unidos sobre la legalidad del acuerdo que protegería a la familia Sackler de demandas civiles por su papel en la epidemia de opioides. Argumentos orales del caso, Harrington v. Purdue Pharma, LP, se fijaron para diciembre de 2023.

## Otras lecturas
- Barry Meier (2018). Pain Killer: An Empire of Deceit and the Origin of America's Opioid Epidemic. Random House. ISBN 978-0525511106.
- Patrick Radden Keefe (2021). El imperio del dolor: La historia secreta de la dinastía que reinó en la industria farmacéutica,  Reservoir Books, ISBN 978-8418052491